# Batracomorphus theseus
Batracomorphus theseus är en insektsart som beskrevs av Knight 1983. Batracomorphus theseus ingår i släktet Batracomorphus och familjen dvärgstritar. Inga underarter finns listade i Catalogue of Life.